# Parapoecilimon
Parapoecilimon is een geslacht van rechtvleugeligen uit de familie sabelsprinkhanen (Tettigoniidae). De wetenschappelijke naam van dit geslacht is voor het eerst geldig gepubliceerd in 1975 door Karabag.

## Soorten
Het geslacht Parapoecilimon  is monotypisch en omvat slechts de volgende soort:
- Parapoecilimon antalyaensis (Karabag, 1975)